# 勒克拉皮耶
勒克拉皮耶（法語：Le Clapier，法語發音：[lə klapje]）是法国阿韦龙省的一个市镇，属于米约区。

## 地理
勒克拉皮耶（43°49'52"N, 3°10'21"E）面积19.6 平方千米，位于法国奧克西塔尼大區阿韦龙省，该省份为法国南部内陆省份，位于法國中央高原南部，北起顺时针与康塔爾省、洛特省、塔恩-加龙省、塔恩省、埃罗省、加尔省和洛泽尔省接壤。
与勒克拉皮耶接壤的市镇（或旧市镇、城区）包括：科尔尼斯、丰达芒特、罗米吉耶尔、罗克勒东德。

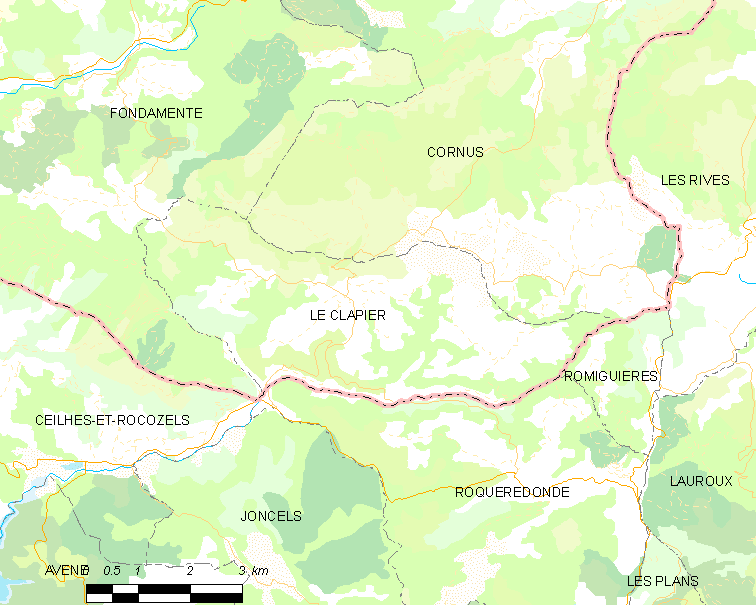
勒克拉皮耶的OSM定位图

勒克拉皮耶的时区为UTC+01:00、UTC+02:00（夏令时）。

## 行政
勒克拉皮耶的邮政编码为12540，INSEE市镇编码为12067。

## 政治
勒克拉皮耶所属的省级选区为科斯-鲁日耶县。

## 人口

1962-2008年间勒克拉皮耶人口变化图示

勒克拉皮耶于2022年1月1日时的人口数量为88人。